# Вања Шевић
Вања Шевић (Београд, 24. јун 2002) je српски драматург, драмски писац и публициста.
Глумила је у представи Талас Омладинског позоришта ДАДОВ.
Студира драматургију на Факултету драмских уметности у Београду.
Објављује чланке за портал Zoomer.

## Дела
- Љубав је као чоколада, драматург[2]
- Животињска фарма, драматург[3]